# 房县槭
房县槭（学名：Acer franchetii）为无患子科槭属的植物，为中国的特有植物。分布于中国大陆的陕西、湖南、湖北、云南、贵州、河南、四川等地，生长于海拔1,800米至2,300米的地区，常生于混交林中，目前尚未由人工引种栽培。

## 别名
山枫香树（中国树木分类学）、富氏槭（经济植物手册）

## 异名
- Acer franchetii Pax f. megalocarpum Fang et W. K. Hu
- Acer megalocarpum Fang et W. K. Hu